# Vetka sireni
Vetka sireni (russisk: Ветка сирени) er en russisk spillefilm fra 2007 af Pavel Lungin.

## Medvirkende
- Jeevgenij Tsyganov som Sergej
- Lija Akhedzjakova som Anna Sergejevna
- Oleg Andrejev som Sjaljapin
- Igor Tjernevitj som Dahl
- Jevdokija Germanova som Satina